# AMD 모바일 플랫폼
AMD 모바일 플랫폼(AMD mobile platform)은 AMD의 랩톱을 위한 개방형 플랫폼이다. 이 플랫폼에서는 마케팅이 거의 이루어지지 않았지만 더 많은 시장 점유율을 확보하기 위해 해당 부문에서 센트리노 플랫폼과 경쟁해 왔다. 각 플랫폼에는 최신 기술 개발을 따라잡는 자체 사양이 있다. ATI 인수 이후 AMD는 모바일 플랫폼 요구 사항의 일부로 모빌리티 라데온 GPU 및 AMD 칩셋을 포함하기 시작했다. 이러한 플랫폼 중 첫 번째는 퓨마 플랫폼이다.

## 개방형 플랫폼 접근 방식
2007년 2월, AMD는 AMD가 개발 중인 칩셋이 들어가지 않은 애슬론 64 프로세서 출시 이후 2003년 초 데스크톱용 개방형 플랫폼 접근 방식의 성공을 지속하고 플랫폼을 개방하기 위한 "Better by Design" 이니셔티브를 발표했다. VIA, SiS, 엔비디아 및 AMD 자회사 ATI와 같은 칩셋 공급업체에 제공된다. 이 이니셔티브에는 카이트 리프레시(Kite Refresh) 모바일 플랫폼을 계승하는 플랫폼도 포함된다.
AMD는 "Better by Design" 이니셔티브에 따라 모바일 플랫폼 제품을 식별하기 위해 3셀 화살표 스티커를 도입했다. 상단 셀은 프로세서(튜리온 64 X2)이다. 온보드 그래픽(IGP)을 포함하여 NVIDIA 또는 ATI(그래픽용 "ATI 라데온" 브랜드 사용을 유지한 결과)와 같은 그래픽 가속기의 중간 셀이고, 마지막 셀은 무선(와이파이, IEEE 802.11 표준)을 나타낸다. 또는 에어고, 아테로스, 브로드컴, 마벨, 퀄컴 및 리얼텍 회사 중 한 곳에서 제공하는 LAN 솔루션을 대표한다.

## 구현체
- 초기 플랫폼(2003)
- 카이트 플랫폼(2006)
- 카이트 리프레시 플랫폼(2007)
- 푸마 플랫폼(2008)
- 유콘 플랫폼(2009)
- 콩고 플랫폼(2009)
- 티그리스 플랫폼(2009)
- 나일 플랫폼(2010)
- 다뉴브 플랫폼(2010)
- 브라조스(퓨전) 플랫폼(2011)
- 사빈(퓨전) 플랫폼(2011)
- 코말(퓨전) 플랫폼(2012)

## 같이 보기
- AMD 가속 처리 장치 마이크로프로세서 목록